# Sissala West District
Koordinaten: 10° 59′ N, 2° 13′ W
Der Sissala West District im Nordwesten Ghanas ist einer von elf Distrikten der Upper West Region und hat im Norden eine gemeinsame Grenze mit dem Nachbarland Burkina Faso. Im Osten grenzt der Sissala East Municipal District, im Süden der Daffiama Bussie Issa District, im Südwesten der Jirapa Municipal District und im Westen der Lambussie Karni District an Sissala West. Die Nationalstraße 13 führt auf der Strecke von Lawra nach Tumu und Navrongo in West-Ost-Richtung durch den Distrikt.
Das südliche Drittel des Distriktes ist Teil des Gbele-Wildtierreservates, in dem es neben Büffeln auch Löwen und wenige Elefanten zu sehen gibt.

## Bevölkerung
Die Sisala und die Dagaare stellen die größten ethnischen Gruppen innerhalb des Bezirkes. 

## Ortschaften im Distrikt
Kein Ort innerhalb des Distriktes hat städtischen Charakter, 15 Ortschaften haben eine Bevölkerung von mehr als 1000 Personen.
- Jawia
- Booti
- Siybele
- Sorbele
- Kunkogu
- Zini
- Tiiwi
- Nyivil
- Gbal
- Sangbaka
- Fielmon
- Nyimeti